# Râul Putina, Bahlui
Râul Putina este un curs de apă, afluent al râului Bahlui. 